# Plihawki
Plihawki (biał. Плігаўкі; ros. Плиговки) – wieś na Białorusi, w obwodzie witebskim, w rejonie miorskim, w sielsowiecie Jazno.

## Historia
W czasach zaborów w gminie Jazno, w powiecie dzisieńskim, w guberni wileńskiej Imperium Rosyjskiego. Pod koniec XIX wieku należała do dóbr Kazulin Justyniana Szczytta.
W latach 1921–1945 wieś i folwark leżały w Polsce, w województwie wileńskim, w powiecie dziśnieńskim, w gminie Jazno.
Według Powszechnego Spisu Ludności z 1921 roku zamieszkiwało:
- wieś – 148 osób, 27 były wyznania rzymskokatolickiego, 116 prawosławnego, 1 greckokatolickiego i 4 mojżeszowego. Jednocześnie 144 mieszkańców zadeklarowało polską a 4 żydowską przynależność narodową. Było tu 37 budynków mieszkalnych[2]. W 1931 w 28 domach zamieszkiwało 140 osób[3].
- folwark – 26 osób, 11 było wyznania rzymskokatolickiego, 15 prawosławnego. Jednocześnie 16 mieszkańców zadeklarowało polską a 10 białoruską przynależność narodową. Były tu 2 budynki mieszkalne[2]. W 1931 w 3 domach zamieszkiwało 17 osób[3].

Wierni należeli do parafii rzymskokatolickiej w Jaźnie i prawosławnej w Błosznikach. Miejscowość podlegała pod Sąd Grodzki w Dziśnie i Okręgowy w Wilnie; właściwy urząd pocztowy mieścił się w Jaźnie.
W wyniku napaści ZSRR na Polskę we wrześniu 1939 miejscowość znalazła się pod okupacją sowiecką. 2 listopada została włączona do Białoruskiej SRR. Od czerwca 1941 roku pod okupacją niemiecką. W 1944 miejscowość została ponownie zajęta przez wojska sowieckie i włączona do obwodu witebskiego Białoruskiej SRR.
Od 1991 w składzie niepodległej Białorusi.